# 脇信男
脇 信男（わき のぶお、1919年（大正8年）9月1日 ‐ 1997年（平成9年）12月12日）は、日本の政治家。1971年から1995年までの6期24年にわたり高松市長を務めた。日本社会党県副委員長、全国革新市長会会長などを歴任。高松市名誉市民。

## 来歴
高松市出身。旧制高松中学（現・香川県立高松高等学校）を経て中央大学法学部を卒業。戦後は帰郷し、同郷の成田知巳（後の日本社会党委員長）の秘書を16年間務める。
前市長・三宅徳三郎の1期限りでの引退表明を受け行われた1971年の高松市長選挙に、社会党と共産党の推薦を受け立候補。自身としては3回目の挑戦であったが、当時全国各地で革新自治体が誕生していたことや、保守陣営が分裂したことも手伝い初当選。第14代高松市長となる。
市長就任後は全国初の老人医療費助成制度（70歳以上が対象で所得制限なし）をはじめ、福祉を中心とした諸施策を実施。全国革新市長会の会長を1978年11月から1983年8月まで務める。
当初は社共共闘により市長に当選したが、のちに民社党や公明党の推薦も得て革新・中道の市長として活躍。また5選時には市議会・同志会（自民党系）の支持も取り付けており、「オール与党体制」のもとで6期の任期を全うする。
1997年12月12日、腎不全のため高松市内の病院で死去。78歳。

## 逸話
- 旧制高松中在籍時、第20回全国中等学校優勝野球大会（夏の甲子園）に二塁手として出場。準々決勝まで勝ち進むも、後に巨人の監督となる川上哲治がいた熊本工に敗れる。
- 任期満了に伴う1995年の市長選では、脇のもとで助役を務めていた増田昌三が「市政継承」を訴え、全国初の自共共闘により当選し話題となる。

## 著書
- 『瀬戸の都』（1986年10月、讃文社）
- 『来時の道』（1995年5月、プリンティングオカダ）ISBN 4-87927-026-1 C0039 ¥2,500E